# Малочелло, Ланцеротто

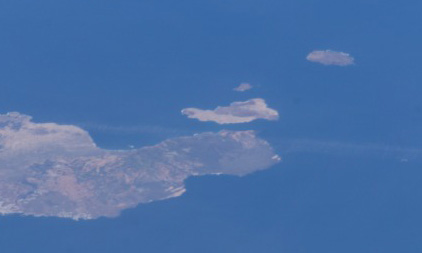
Северная часть Лансароте и архипелаг Чинихо.

Ланцеротто Малочелло (лат. Lanzarotus Marocelus, итал. Lanzerotto Malocello; 1270, Варацце — 1336, Генуя) — генуэзский путешественник, по имени которого назван остров Лансароте, один из Канарских островов.
Полагается, что Малочелло отправился на поиски братьев Вандино и Уголино Вивальди, которые были на Канарских островах в 1291 году на пути в Индию, и чья судьба была неизвестна. Малочелло прибыл на острова в 1312 году, и оставался там в течение почти двух десятилетий, пока не был изгнан восстанием гуанчей. Информация об этом восстании скудная, но его пребывание на острове подтверждается различными источниками, включая хрониками Жана де Бетанкура, написанных почти век спустя, и в которых говорится, что крепость, построенную Малочелло, ещё можно было найти на острове. Крепость Малочелло была расположена выше и невдалеке от современного Тегисе.
Во время появления Малочелло на острове, им управлял царь по имени Зонзамас. Ему наследовали его дочь Ико с супругом Гуанартеме. Их сын Гуадарфиа был правителем острова, встретившим экспедицию Жана де Бетанкура в 1402 году.
Картограф Анджелино Далорто первым дал острову имя Малочелло (Insula де Lanzarotus Marocelus), коренные же жители Лансароте называли остров — Тит-Рой-Гатра. Ланцеротто — итальянская форма собственного имени Ланселот.
Итальянский эсминец Ланцеротто Малочелло был назван в честь путешественника. Эсминец принимал участие в Гражданской войне в Испании и во Второй мировой войне.